# Паженчев (Великопольське воєводство)
Паженчев (пол. Parzęczew, нім. Eichstätten) — село в Польщі, у гміні Ярачево Яроцинського повіту Великопольського воєводства.
Населення — 291 особа (2011).
У 1975-1998 роках село належало до Каліського воєводства.

## Демографія
Демографічна структура станом на 31 березня 2011 року:
|          | Загалом | Допрацездатний вік | Працездатний вік | Постпрацездатний вік |
| -------- | ------- | ------------------ | ---------------- | -------------------- |
| Чоловіки | 131     | 27                 | 91               | 13                   |
| Жінки    | 160     | 32                 | 92               | 36                   |
| Разом    | 291     | 59                 | 183              | 49                   |